# Новолеушковская
Новолеушковская — станица в Павловском районе Краснодарского края. Административный центр Новолеушковского сельского поселения.
Население — 5998 чел. (2021), второе место по району.

## География
Станица расположена на берегах речки Тихонькая (приток Челбаса), в 19 км юго-восточнее районного центра — станицы Павловской.
Железнодорожная станция Леушковская на ветке Тихорецкая — Батайск.

## История
Поселение основано в 1821 году
Станица Новолеушковская появилась в 1821 г. как отсёлок Леушковского куреня, получивший наименование Новотихеньское селение. Вначале это было небольшое селение, но в 1824 г. туда перебрались первые малороссийские переселенцы. Самой первой прибыла партия переселенцев из Кролевецкого повета под руководством Степана Макаренко. В архивных делах сохранились списки этих первопереселенцев.
«Открытый лист, выданный Малороссийским губернатором старейшине казаку Степану Макаренко на вывод из Кролевецкого повета казаков на поселение в Черноморию, согласно приложенному списку 70 душ мужского пола и 54 женского», выданный 26 сентября 1823 года. К документу приложен «маршрут для следования в Черноморию казаков, переселяющихся из повета Кролевецкого: г. Путивль, г. Сумы, г. Ахтирка, Краснокутск, г. Валки, Марефа, а отсель, дабы не занимать селение военного поселения заключавших, следовать нижезначащим трактом Тарановка 25 [верст], Верхоберска 17, Алексеевка 10, Михайловка 15, Петровское 25, Веревкина 1, Спеваловка 15, Заводье 3, г. Изем 15, отсель же Елаговское местное начальство знаками дорог на г. Азов до Екатеринодара» через существующие уже селения «Кирпильское и Малый Кунур». Местом первичного сбора переселенцев было селение Кущевское, откуда их распределяли по другим селениям.
Первые переселившиеся в селение Новотихеньское жители были из села Родичева Покомицкой волости Кролевецкого повета Малороссийской губернии. «Итого по всей ведомости душ всего 129 душ». В документах также указано количество скота, прибывшего с переселенцами (ГАКК, ф. 345, оп.1, д. 158).
Вслед за этой партией переселенцев прибыла и вторая из Ивотской волости Новгород-Северского повета Черниговской губернии. Всего в этой партии было 72 человека.
В 1827 году решением войскового правительства селение Новотихеньское было переименовано в селение Новолеушковское (там же, д. 536, л.л. 1 — 3), Леушковское селение стало называться Старолеушковским, с 1842 года все селения стали станицами. В период третьего массового переселения жителей из Малороссии в 1848 году станица Новолеушковская была «усилена новыми переселенцами» в количестве 225 семейств, Днепровскими казаками (атаманом Леушко). Станица входила в Ейский отдел Кубанской области.В 1849 году в станице Новолеушковской имелось 245 дворов и проживали 2281 житель, в 1861 году уже было 350 дворов и 2406 жителей, а в 1900 году — дворов 1084, жителей 7670 человек (военно-статистическое обозрение Кубанской области. Составил Генерального штаба полковник Корольков. Тифлис, 1900).
В Леушковском курене была церковь Вознесения. При ней священник Алексей Волинский. В Новолеушковской изначально была Алексеевкая церковь. В 1892 году отец Григорий Николаевич Никольский получил назначение в Алексеевский храм станицы Новолеушковской. Осознавая важность просвещения казачьих детей, он с первых дней службы в станице приложил все силы для поддержания работы мужской и женской церковно-приходских школ. В начале 1910-х годов отец Григорий выступил с инициативой строительства просторного каменного храма в станице Новолеушковской, закладка которого состоялась в праздник Рождества Пресвятой Богородицы 8 сентября 1912 года. Спустя два года строительство было завершено, и Трехпрестольный храм торжественно освятили в честь Казанской иконы Божией Матери, Преподобного Сергия Радонежского и Серафима Саровского. Взорван и разрушен в 1936 году.Свято -Казанский храм станицы Новолеушковской http://rpc-hram-stanica.cerkov.ru/o-xrame/ Архивная копия от 23 февраля 2022 на Wayback Machine 27 июня (10 июля) 1918 года в Вознесенском соборе обители, где совершал Божественную Литургию священномученик Григорий ворвались местные революционные солдаты, которые стали избивать священника прикладами винтовок и сапогами. Претерпевая тяжелейшие мучения, он, как истинный христианин, не переставал молиться за своих мучителей, помня заповедь Спасителя: «Благословляйте проклинающих вас и молитесь за обижающих вас» (Лк. 6:28). Лишь только он пытался поднять руку, чтобы осенить себя крестным знамением, как тут же ему намеренно наносили по ней удар. «Мы тебя приобщим», — закричали солдаты и выстрелили ему из револьвера в рот. Место погребения священномученика Григория остается неизвестным. На заседании Священного Синода Русской Православной Церкви 4 апреля 2019 года имя священномученика Григория было включено в состав Собора новомучеников и исповедников Церкви Русской с установлением особого дня памяти 10 июля.
В 1917 году в даче станицы (с хуторами Екатерининский, Дайкина, Латышский, Медведовский и Погуляевский) проживали 10982 человека. А в 1925 году в станице Новолеушковской Тихорецкого района насчитывалось 1678 дворов, 1360 колодцев и 9508 жителей (список населенных мест Северо-Кавказского края. Ростов, 1925).
В 1934—1953 годах Новолеушковская являлась центром Новолеушковского района в составе Краснодарского края.

## Население
| 1890 | 1939  | 1959  | 1979  | 2002  | 2010  | 2021  |
| ---- | ----- | ----- | ----- | ----- | ----- | ----- |
| 5934 | ↗7647 | ↘7409 | ↘7175 | ↘6766 | ↘6462 | ↘5998 |

## Известные уроженцы
- Никонов, Иван Иванович (1923—1982) — кавалер ордена Славы 3-х степеней.
- Середа, Константин Георгиевич (1900—1966) — Краснознамёнец, Герой Советского Союза.
- Яковченко, Иван Ефимович (1913—1979) — Герой Советского Союза.
- Горгуль Анатолий Сергеевич (1938 г.р.) — народный артист РСФСР